# Stevergau
Der Stevergau war eine mittelalterliche Gaugrafschaft im Münsterland. Er lag nördlich der Lippe entlang der Stever. Der Stevergau grenzte im Norden an den Gau Bursibant, im Osten an den Dreingau und die Stadt Münster sowie im Westen an das Hamaland. Im frühen Mittelalter waren die Herren von Burg Lüdinghausen Gaugrafen des Stevergaus. Frühe Orte des Stevergaus sind z. B. Asbeck, Legden, Lette, Coesfeld, Billerbeck, die Rosendahler Stadtteile Osterwick und Darfeld, Nottuln, Appelhülsen, Darup, Senden, Lüdinghausen und Olfen.

## Belege
1. ↑  Vgl. Adalbert Rabich: Die Regionalgeschichte von Dülmen und Umgebung: Die Heimat - die objektive Geschichtsschreibung. Die Regionalgeschichte Teil 1: Von der Römerzeit bis zum Bistum Münster. München 2009, Seite 64, Fußnote 346. (Google bücher)